# (13387) Ир
(13387) Ир (др.-греч. Ίρος) — типичный троянский астероид Юпитера, движущийся в точке Лагранжа L4, в 60° впереди планеты. Астероид был открыт 22 декабря 1998 года итальянскими астрономами в обсерватории Фарра-д’Изонцо и назван в честь одного из персонажей древнегреческой мифологии.

Орбита астероида Ир и его положение в Солнечной системе